# Larson Crag
Der Larson Crag ist ein markanter, felsiger und über 1600 m hoher Berggipfel im ostantarktischen Viktorialand. In der Convoy Range ragt er am nördlichen Ende der Staten Island Heights auf.
Der United States Geological Survey kartierte ihn anhand eigener Vermessungen und Luftaufnahmen der United States Navy. Das Advisory Committee on Antarctic Names benannte ihn 1965 nach Wesley Larson (* 1922), Kommandant der USCGC Staten Island in antarktischen Gewässern von 1959 bis 1960.